# Џефри Вилијамс (астронаут)
Џефри Нилс Вилијамс (енгл. Jeffrey Nels Williams; Супириор (Висконсин), 18. јануар 1958) амерички је астронаут и пензионисани пуковник Армије САД. У свемир је летео у четири наврата. Први пут 2000. као члан мисије спејс-шатла СТС-101 (9 дана 21 сат). Други пут 2006. као члан шестомесечне Експедиције 13 на Међународној свемирској станици (182 дана 22 сата). Трећи пут у свемиру је боравио 2009/2010. као члан Експедиција 21/22 (169 дана 4 сата). Током четвртог лета боравио је на МСС као члан Експедиција 47/48 од марта до септембра 2016. године, а 24. августа нешто пре 9.00 UTC претекао је Скота Келија и постао амерички астронаут са највише времена проведеног у орбити. Након повратка са ове мисије Џеф је поставио нови рекорд по времену акумулираном у орбити за америчке астронауте — више од 534 дана.
Верни је хришћанин. Ожењен је и има двоје деце.